# Septime
Als Septime, auch Septim, Septe oder Sept (von lateinisch septimus: „der siebente“) bezeichnet man in der Musik ein Intervall, das sieben Tonstufen einer diatonischen, heptatonischen Tonleiter umspannt (z. B. C → H). Die Septime ist das Komplementärintervall zur Sekunde.
Im engeren Sinne versteht man unter der Septime auch die siebte Stufe der jeweiligen Tonleiter. Wenn nicht das Intervall, sondern die Tonstufe gemeint ist, wird gelegentlich die genauere Bezeichnung Septimton benutzt.

## Varianten
Notenbeispiel: Septimintervalle
Die Septime kann in vier Varianten auftreten. Häufig sind:
- die große Septime (a) hat 11 Halbtöne und
- die kleine Septime (b) hat 10 Halbtöne.

Die große Septime ist charakteristisch für die Durtonleiter, die kleine Septime für die Molltonleiter. Seltener sind:
- die übermäßige Septime (c) und
- die verminderte Septime (d),

deren Notation Versetzungszeichen erfordert. Diese Intervalle können mit der Oktave bzw. der großen Sexte enharmonisch verwechselt werden.
|     | Intervall           | Halbtöne                    | Beispiel                                                              | Umkehrintervall     |
| --- | ------------------- | --------------------------- | --------------------------------------------------------------------- | ------------------- |
| (a) | große Septime       | 11 (5 Ganztöne + 1 Halbton) | C–H, D–Cis                                                            | kleine Sekunde      |
| (b) | kleine Septime      | 10 (5 Ganztöne)             | D–C, C–B Beginn der Titelmelodie von Raumschiff Enterprise (aufwärts) | große Sekunde       |
| (c) | übermäßige Septime  | 12 (6 Ganztöne)             | C–His, Es–Dis                                                         | verminderte Sekunde |
| (d) | verminderte Septime | 9 (3 Ganztöne + 3 Halbtöne) | D–Ces, Cis–B                                                          | übermäßige Sekunde  |

In der europäischen Vokalmusik wurden Septimen lange vermieden und erst im Rahmen der Affektenlehre in der Barockmusik zunehmend eingesetzt. Im harmonischen Satz allerdings bleibt die Septime in klassischer sowie in populärer Musik bis heute von Bedeutung, vor allem als konstituierender Bestandteil des verminderten Septakkords.
Im Zusammenhang mit der Partialtonreihe, z. B. bei Orgelregistern, wird der 7. Partialton als Septime oder Naturseptime bezeichnet. Diese Septime hat zur nächsttieferen Oktave ein Frequenzverhältnis von 7:4. Selten ist in diesem Zusammenhang die Bezeichnung Septime, Durseptime oder Große Septime für den 15. Teilton, der zur nächsttieferen Oktave ein Frequenzverhältnis von 15:8 hat.
Bei Blechblasinstrumenten mit Ventilen (z. B. Trompete, Waldhorn, Tuba) oder Zug (z. B. Posaune) bedeutet Naturseptime, dass der 7. Partialton an Stelle einer großen oder kleinen mit Hilfe von Ventilen oder Zug realisierten Septime zu blasen ist.

## Hörbeispiele
- kleine Septime:
  - aufwärts C-Bⓘ/?
  - abwärts C-Dⓘ/?
- große Septime:
  - aufwärts C-Hⓘ/?
  - abwärts C-Desⓘ/?